# Distretto di Xiangyang (Jiamusi)
Il distretto di Xiangyang (向阳区S, Xiàngyáng QūP) è un distretto della Cina, situato nella provincia di Heilongjiang e amministrato dalla prefettura di Jiamusi.